# Hand on Your Heart
»Hand on Your Heart« je pesem avstralske pevke Kylie Minogue z njenega drugega glasbenega albuma, Enjoy Yourself (1989). Pesem, ki so jo vključili tudi na album Let's Get to It, je napisala in producirala britanska skupina tekstopiscev, Stock, Aitken & Waterman. Pesem je Kylie Minogue posnela med snemalno sejo albuma v Londonu, Anglija. 24. aprila 1989 je pesem izšla kot glavni singl z albuma Enjoy Yourself. Pesem »Hand on Your Heart« je s strani večine glasbenih kritikov prejela mešane ocene; nekateri so jo označili za vrhunec že tako zelo močnega albuma, drugi pa so menili, da je preveč podobna njenim prejšnjim singlom.
Na glasbenih lesticah je pesem »Hand on Your Heart« požela nekaj uspeha; zasedla je četrto mesto na lestvici v rodni državi Kylie Minogue, Avstraliji in postala njen tretji singl, ki je zasedel vrh britanske glasbene lestvice. Singl je zasedel tudi eno izmed prvih desetih mest na francoski, švicarski, finski in japonski lestvici.
S pesmijo je Kylie Minogue nastopila na nekaterih svojih koncertnih turnejah, med drugim tudi na turnejah Enjoy Yourself Tour, Rhythm of Love Tour, Showgirl: The Greatest Hits Tour in Homecoming Tour. Pesem »Hand on Your Heart« je do danes poznana kot ena od najbolje prepoznavnih singlov Kylie Minogue. Leta 2006 je švedski pevec in tekstopisec José González izdal lastno različico, akustično verzijo pesmi. Njegova različica pesmi »Hand on Your Heart« je zasedla devetindvajseto mesto britanske glasbene lestvice.

## Sprejem kritikov
Pesem »Hand on Your Heart« je s strani glasbenih kritikov prejemala večinoma mešane ocene. Chris True s spletne strani Allmusic je pesem označil za vrhunec albuma. Tudi novinar revije Digital Spy je pesem pohvalil: »Lahko bi rekli, da ... se je težko upreti plesanju ob pesmi 'Hand On Your Heart'.«

## Dosežki na lestvicah
24. aprila 1989 je pesem »Hand on Your Heart« izšla v Združenem kraljestvu. Pesem je postala druga pesem Kylie Minogue, ki je debitirala na drugem mestu britanske lestvice; naslednji teden je singl zasedel vrh lestvice. V tretjem tednu ga je s prvega mesta izpodrinila pesem »Ferry Cross the Mersey« glasbenne skupine The Christians, Holly Johnson, Paula McCartneyja, Gerryja Marsdena in skupine Stock, Aitken and Waterman. Pesem »Hand on Your Heart« je zasedla tudi prvo mesto na britanski lestvici plesnih in neodvisnih pesmi.
Pesem je bila ena od prvih singlov, izdanih na kaseti, ki se je dobro prodajal; že v prvem tednu od izida je prodal več kot 2.000 izvodov. Tako bi lahko Kylie Minogue s pesmijo debitirala na prvem mestu britanske lestvice, s čimer bi postala prva ženska glasbenica, ki bi ji to uspelo, vendar ni, in sicer prav zaradi tega, ker je bil singl izdan na kaseti in tako na začetku ni bil kvalificiran za uvrstitev na lestvico. Tako je na prvem mestu ostala pesem glasbene skupine »Eternal Flame« The Bangles; pravila so kmalu zatem spremenili.
Pesem je bila dokaj uspešna tudi zunaj Velike Britanije. Zasedla je četrto mesto na avstralski glasbeni lestvici in tako postala njen peti singl, ki je zasedel eno izmed prvih petih mest na tej lestvici. Zasedla je tudi eno izmed prvih desetih mest na japonski, francoski, finski in južnoafriški lestvici ter eno izmed prvih dvajsetih na nemški, nizozemski, švedski in novozelandski lestvici.

## Videospot
Videospot za pesem »Hand on Your Heart« je precej barven. Režiral ga je Chris Langman, posneli pa so ga v domačem mestu Kylie Minogue, Melbourneu, Avstralija, in sicer marca 1989. Začne se s Kylie Minogue, ki pleše v moderni hiši. Oblečena v obleko z velikim rdečim srcem pleše pred ekranom, ki spreminja barve iz rumene v rdečo ali modro. Medtem, ko se igrivo spogleduje s kamero, odhaja v različne sobe. Na Japonskem je videospot izšel preko DVD-ja Greatest Hits 87-97.
Preko raznih britanskih kanalov je izšla tudi alternativna različica videospota za pesem »Hand on Your Heart«. V njej se čevlji Kylie Minogue vrtijo pred kamero, nato pa zapleše v treh novih, barvitih oblekah. Ta različica videospota je izšla preko DVD-ja Ultimate.
Čeprav so kritiki videospot označili za cenenega, Kylie Minogue pa je sama odkrito priznala, da ji med snemanjem slednjega ni bilo prijetno, so ga oboževalci sprejeli pozitivno. Pogosto se je pojavil na raznih seznamih največkrat predvajanih videospotov. Decembra 2004 je ponovno izšel preko DVD-ja Ultimate Kylie.

## Formati
| CD s singlom 1. »Hand on Your Heart« (remix The Great Aorta) – 6:26 2. »Just Wanna Love You« – 3:34 3. »It's No Secret« (razširjena različica) – 5:30 Kaseta s singlom 1. »Hand on Your Heart« – 3:51 2. »Just Wanna Love You« – 3:34 3. »Hand on Your Heart« (remix The Great Aorta) – 6:26 Gramofonska plošča s singlom #1 1. »Hand on Your Heart« – 3:51 2. »Just Wanna Love You« – 3:34 Gramofonska plošča s singlom #2 1. »Hand on Your Heart« (remix The Great Aorta) – 6:26 2. »Just Wanna Love You« – 3:34 3. »Hand on Your Heart« (remix) – 5:33 Britanska gramofonska plošča z remixom 1. »Hand on Your Heart« (Heartacheov remix) – 5:22 2. »Just Wanna Love You« – 3:34 3. »Hand on Your Heart« (remix) – 5:33 | iTunesova digitalna različica #1 (Ob originalnem izidu ni bil na voljo. Preko iTunesa ga je založba PWL izdala šele leta 2009.) 1. »Hand on Your Heart« (originalna različica) 2. »Hand on Your Heart« (remix The Great Aorta) 3. »Hand on Your Heart« (remix) 4. »Hand on Your Heart« (videospot) 5. »Hand on Your Heart« (inštrumentalna različica) 6. »Hand on Your Heart« (spremljevalna različica) 7. »Just Wanna Love You« (originalna različica) 8. »Just Wanna Love You" (inštrumentalna različica) 9. »Just Wanna Love You« (spremljevalna različica) iTunesova digitalna različica #2 (Ob originalnem izidu ni bil na voljo. Preko iTunesa ga je založba PWL izdala šele leta 2009.) 1. »Hand on Your Heart« (Heartacheov remix) 2. »Hand on Your Heart« (Smokin'-ov remix) 3. »Hand on Your Heart« (remix z radia WIP 2002) 4. »Hand on Your Heart« (inštrumentalna različica z radia WIP 2002) 5. »Hand on Your Heart« (podaljšana različica z radia WIP 2002) 6. »Hand on Your Heart« (različica z radia WIP 2002) 7. »Hand on Your Heart« (inštrumentalna različica z radia WIP 2002) 8. »Hand on Your Heart« (podaljšana različica z radia WIP 2002) |

## Nastopi v živo
Kylie Minogue je s pesmijo nastopila na naslednjih koncertnih turnejah:
- Disco in Dream/The Hitman Roadshow
- Enjoy Yourself Tour
- Rhythm of Love Tour
- Let's Get to It Tour
- On a Night Like This Tour
- Showgirl: The Greatest Hits Tour
- Showgirl: The Homecoming Tour

## Dosežki
| Lestvica (1989)                        | Dosežek |
| -------------------------------------- | ------- |
| Avstralija (ARIA)                      | 4       |
| Nizozemska (Dutch Top 40)              | 19      |
| Finska (The Official Finnish Charts)   | 2       |
| Francija (SNEP)                        | 8       |
| Nemčija (Media Control Charts)         | 17      |
| Irska (IRMA)                           | 1       |
| Nova Zelandija (RIANZ)                 | 15      |
| Švedska (Sverigetopplistan)            | 17      |
| Švica (Schweizer Hitparade)            | 6       |
| Združeno kraljestvo (UK Singles Chart) | 1       |

| Leto | Lestvica                            | Dosežek |
| ---- | ----------------------------------- | ------- |
| 1989 | Avstralija (ARIA)                   | 49      |
| 1989 | Velika Britanija (UK Singles Chart) | 10      |

| Predhodnik: »Eternal Flame« od The Bangles | Prvo mesto na britanski glasbeni lestvici 7 May 1989 | Naslednik: »Ferry Cross the Mersey« od The Christians, Holly Johnson, Paula McCartneyja, Gerryja Marsdena in Stock, Aitken and Waterman |

## Različica Joséa Gonzáleza
Leta 2005 je José González posnel akustično folk različico pesmi »Hand on Your Heart«. Pel jo je na svoji avstralski turneji istega leta.